# 毛氏节孝坊 (襄汾)
毛氏节孝坊，是一座清代牌坊，位于中华人民共和国山西省临汾市襄汾县西贾乡西毛村的一个巷口。
毛氏节孝坊建于清道光二十年（1840年）由朝廷下诏题旌，旌表廉风振之妻毛氏，孝敬公婆，子侄兴建。高十余米，五门六柱七楼式。刻有“旌表”、“贤孝”、“武德骑尉诰封奉直大夫廉风振之妻诰封宜人毛宜人坊”、“大清道光二十年岁次庚子四月二十八日吉时建”、“凤诰旌贤芳留百世，龙章表孝德著千秋”等字样。雕刻的石狮、人物、动物、花卉精美。2005年上元节前夜，四只石狮和道光帝的圣旨被盗，乡民捐资重刻石狮。